# Hải Dương
Hải Dương (escucharⓘ) es un ciudad clase-1 en Vietnam. Es la capital de Hải Dương, una provincia altamente industrializada en la región Capital de Hanói y el Delta del Río Rojo en el norte del país. 
Está situada en el punto medio entre la capital Hà Nội y el puerto principal Hải Phòng y es parte de la Zona Económica del Norte. En 2019 tenía una población aproximada de 507 469 habitantes.